# Kredyt międzynarodowy
Kredyt międzynarodowy – jedna z form międzynarodowego przepływu kapitału.
Celem kredytu międzynarodowego jest pobudzanie wzrostu gospodarczego poprzez rozwój handlu (głównie w krajach słabo rozwiniętych) oraz zapobieganie kryzysom w poszczególnych gospodarkach narodowych, a także na rynku światowym. W skrajnych przypadkach udzielanie kredytów podmiotom zagranicznym może podlegać restrykcjom związanym z prowadzoną polityką zagraniczną.
W zależności od podmiotu udzielającego kredytu międzynarodowego można wyróżnić:
- kredyty państwowe – udzielane przez rządy innym rządom na podstawie umów handlowych. Służą one głównie rozwojowi importu, stabilizacji finansowej kraju (w przypadku zbyt dużych deficytów budżetowych),
- kredyty międzynarodowych instytucji finansowych oraz banków regionalnych – udzielane są m.in. przez Międzynarodowy Fundusz Walutowy, Bank Światowy oraz Europejski Bank Inwestycyjny głównie na cele inwestycyjne, innowacyjne,
- kredyty handlowe – udzielane przez [przedsiębiorstwo|przedsiębiorstwa] dla innych przedsiębiorstw w związku z prowadzoną przez nie działalnością handlową,
- kredyty bankowe – udzielane przez banki innym bankom na podstawie porozumień międzybankowych.

W zależności od przedmiotu kredytu międzynarodowego wyróżniamy:
- kredyty towarowe – służące finansowaniu zakupów na rynku kraju kredytodawcy,
- kredyty finansowe – udzielane są na dowolne cele.